# Tihemetsa
Tihemetsa (Duits: Tignitz) is een plaats in de Estlandse gemeente Saarde, provincie Pärnumaa. De plaats heeft de status van vlek (Estisch: alevik).
De Põhimaantee 6, de hoofdweg van Pärnu naar Valga, loopt langs Tihemetsa.

## Bevolking
Tihemetsa had 532 inwoners op 31 december 2011 en 406 inwoners op 31 december 2021.

## Geschiedenis
Het eerste dorp op de plaats van het huidige Tihemetsa heette Ticonas. Het werd in 1560 tijdens de Lijflandse Oorlog door de Russen platgebrand. In 1563 stichtte Wilhelm Wilferling op de ruïnes van het dorp het landgoed Tignitz. Het landgoed behoorde later toe aan de families von Wolffeldt, von Krüdener en von Stryk. Heinrich von Stryk was de laatste eigenaar voor het landgoed in 1919 door het onafhankelijk geworden Estland werd onteigend. De Estische naam voor het landgoed was Voltveti, afgeleid van de naam von Wolffeldt.
Het landhuis, dat nog steeds Voltveti mõis (landhuis Voltveti) heet, kwam gereed in 1830. Na 1919 was het in gebruik bij een landbouwschool en sinds 2003 bij een opleidingsinstituut. In de jaren dertig en zeventig is het een aantal malen verbouwd. Daarbij werd het onder andere uitgebreid van twee naar drie woonlagen. In de 21e eeuw is de derde woonlaag weer weggehaald. Ook een aantal bijgebouwen is bewaard gebleven. Het landhuis ligt in een park met 150 verschillende soorten bomen.
In 1803 kreeg Voltveti een herberg, die bij het landgoed hoorde en ook bewaard is gebleven.
In 1938 adviseerde een commissie de naam van Voltveti te veranderen in Tihemetsa. Tihemetsa werd echter de naam van de gemeente Tihemetsa, die tussen 1939 en 1950 bestond. De plaats kreeg de naam Asuvere. Het plaatselijke postkantoor gebruikte al vanaf 1 januari 1940 de naam Tihemetsa. In 1977 kreeg de plaats officieel de naam Tihemetsa, die al informeel in gebruik was. Tegelijk kreeg ze de status van vlek (alevik). De plaats had toen 1381 inwoners.

## Allikukivi
Op het grondgebied van het landgoed Voltveti lag het dorp Allikukivi (Duits: Quellenstein). Het dorp ontstond op het eind van de 19e eeuw in de buurt van de textielfabriek Quellenstein, gesticht in 1855. De fabriek werd in 1894 door brand vernield; de directeurswoning, gebouwd in de jaren zestig van de 19e eeuw, is wel bewaard gebleven. Het dorp werd in 1977 bij Tihemetsa gevoegd, maar werd bij de gemeentelijke herindeling in het najaar van 2017 weer een zelfstandig dorp.

## Station
Tihemetsa had een station aan de spoorlijn van Pärnu naar Mõisaküla. Het was het laatste station vóór Mõisaküla en lag oorspronkelijk op het grondgebied van Allikukivi ten westen en na 1981 op het grondgebied van Leipste ten zuiden van Tihemetsa. Het werd geopend in 1893 en heette toen station Quellenstein. Tussen 1919 en 1940 heette het station Voltveti, daarna Tihemetsa. Het sloot in 1996.

## Foto's

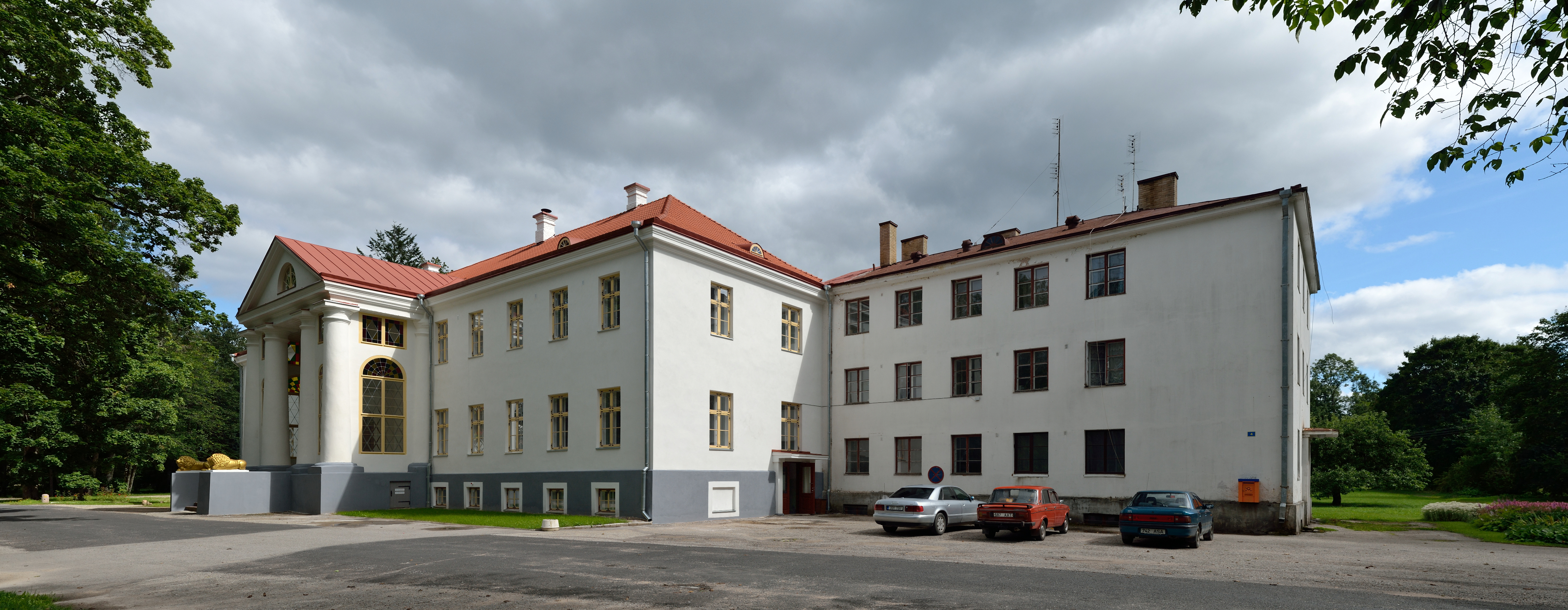
Het landhuis Voltveti
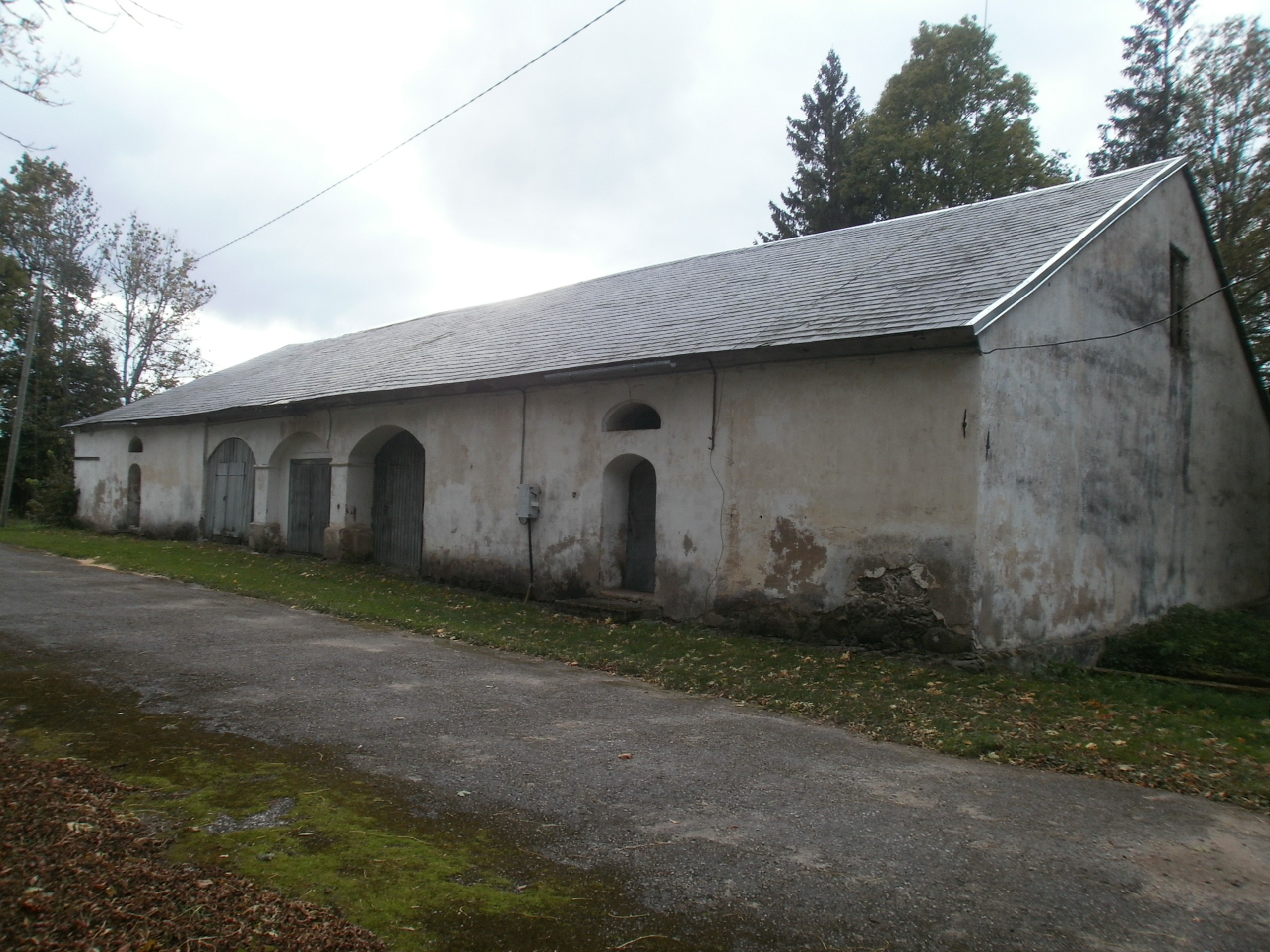
Voorraadschuur bij het landhuis
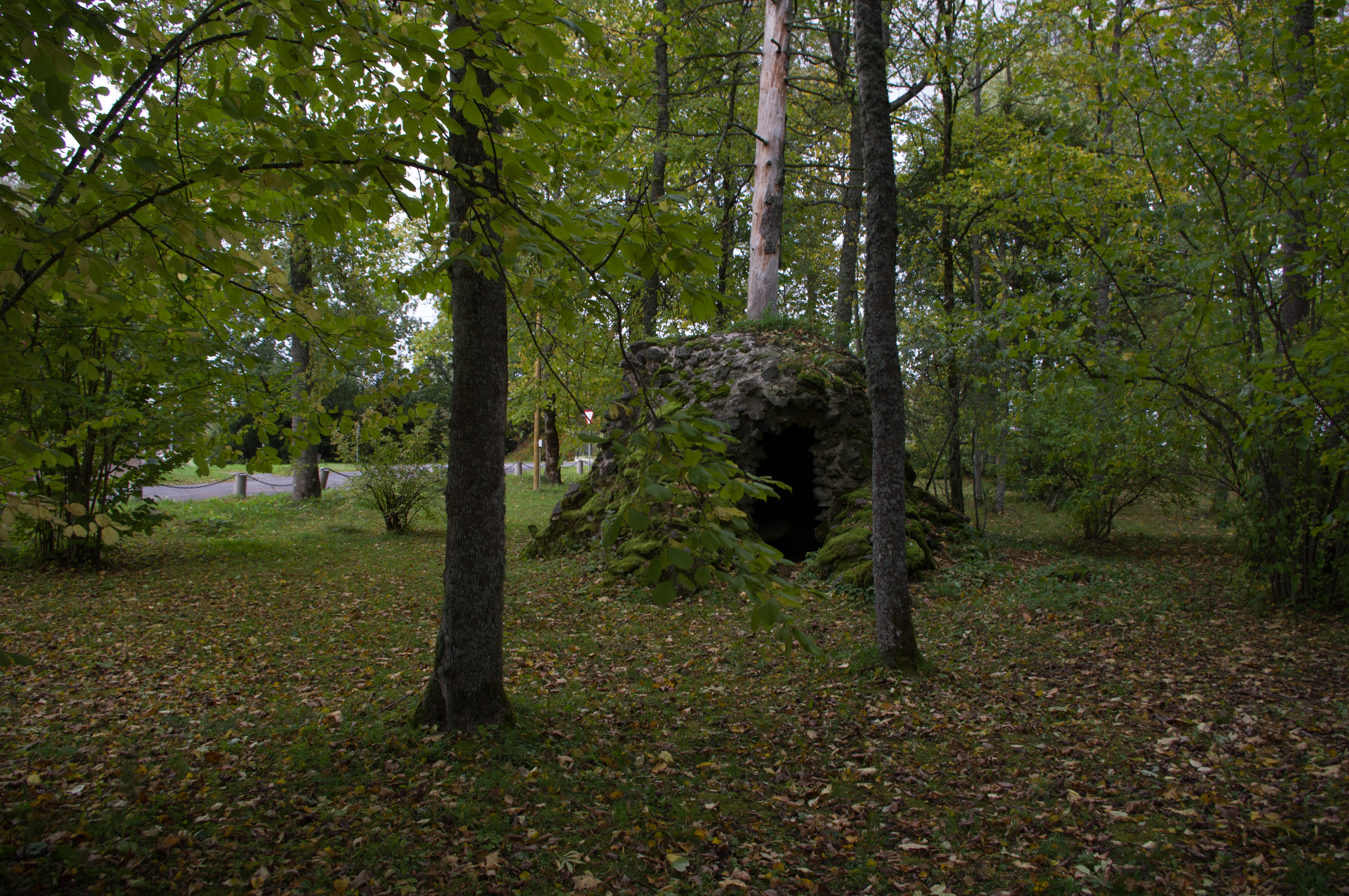
Grot in het park bij het landhuis
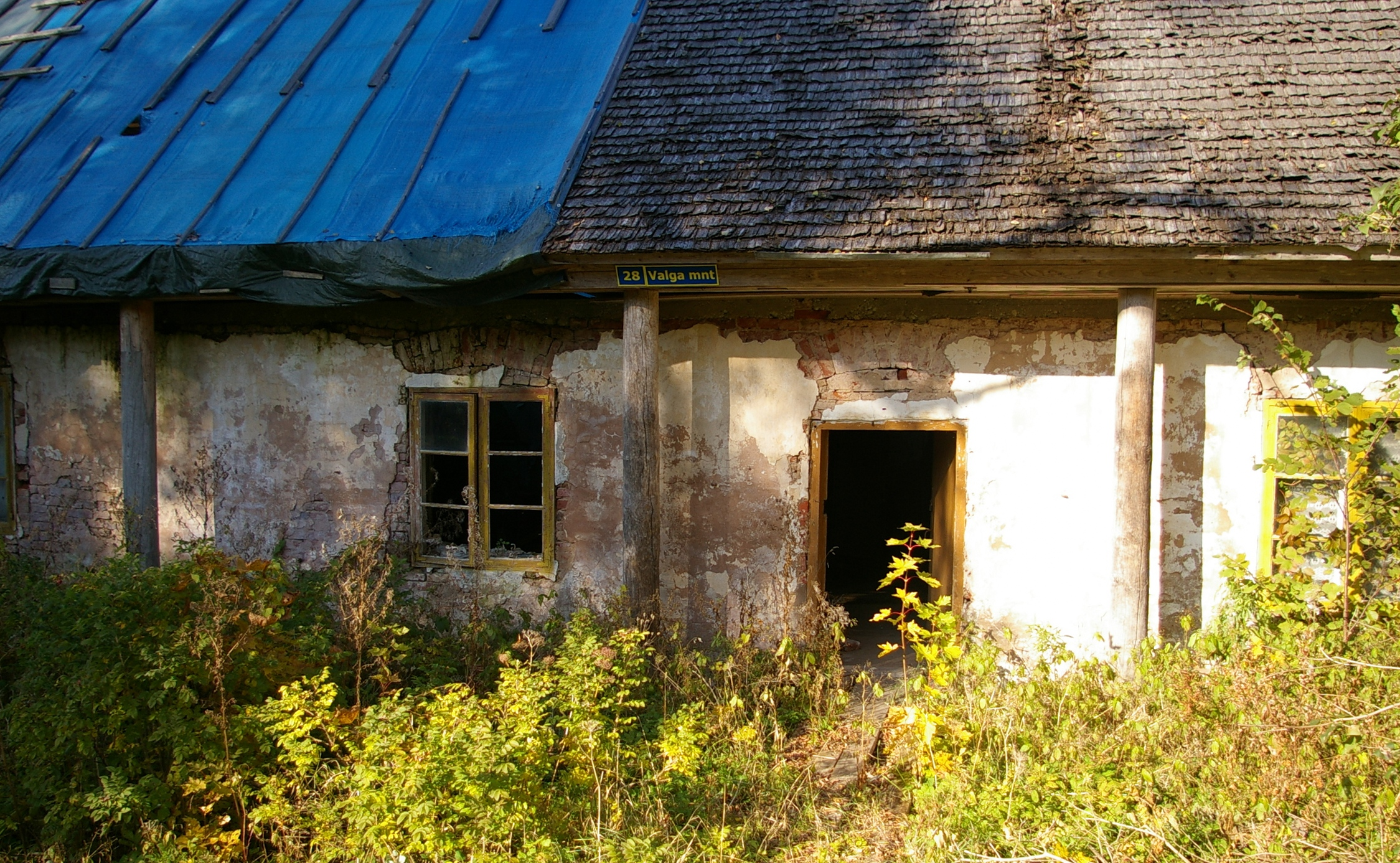
De herberg van Tihemetsa
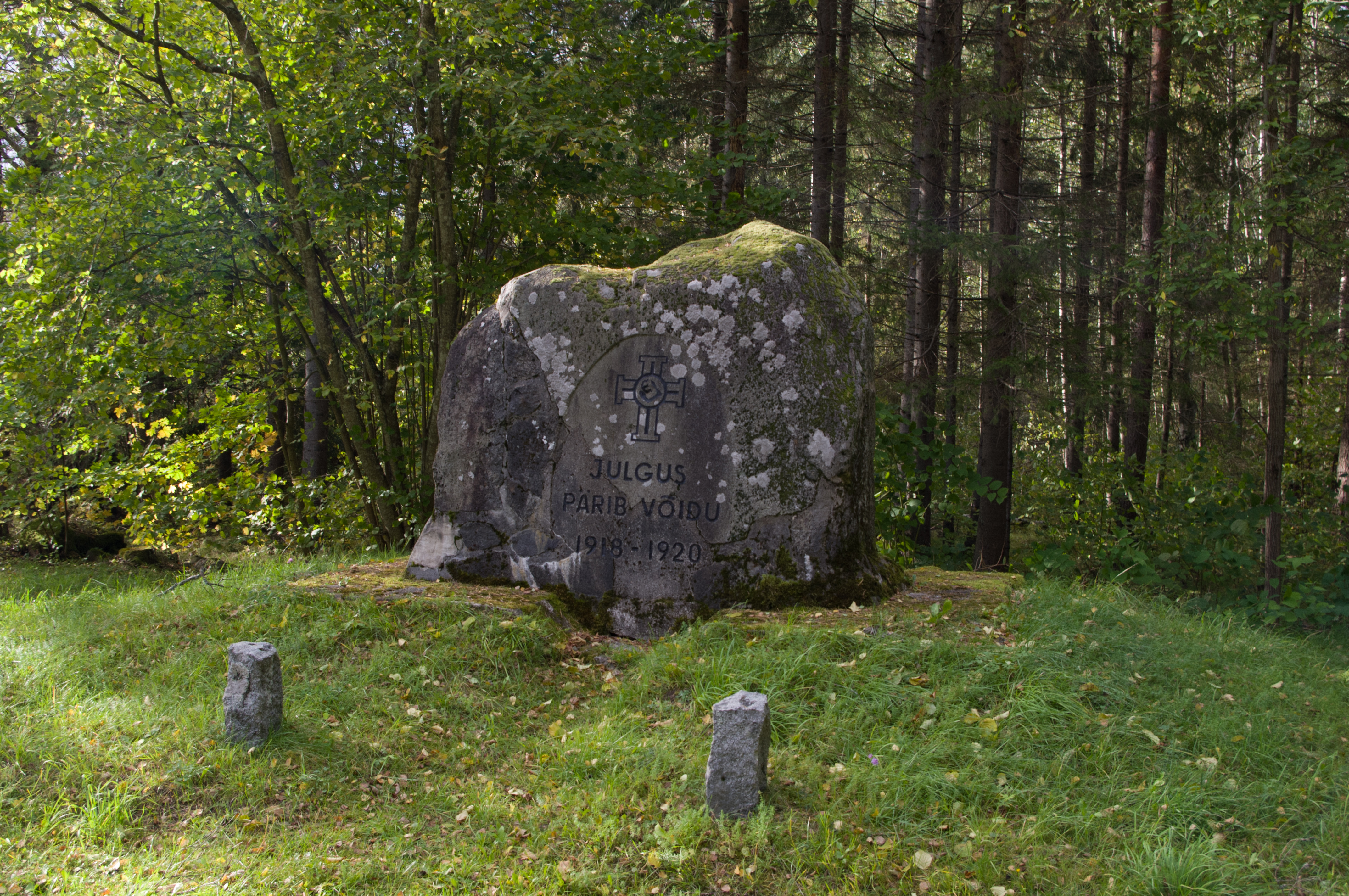
Monument voor de Estische Onafhankelijk-heidsoorlog
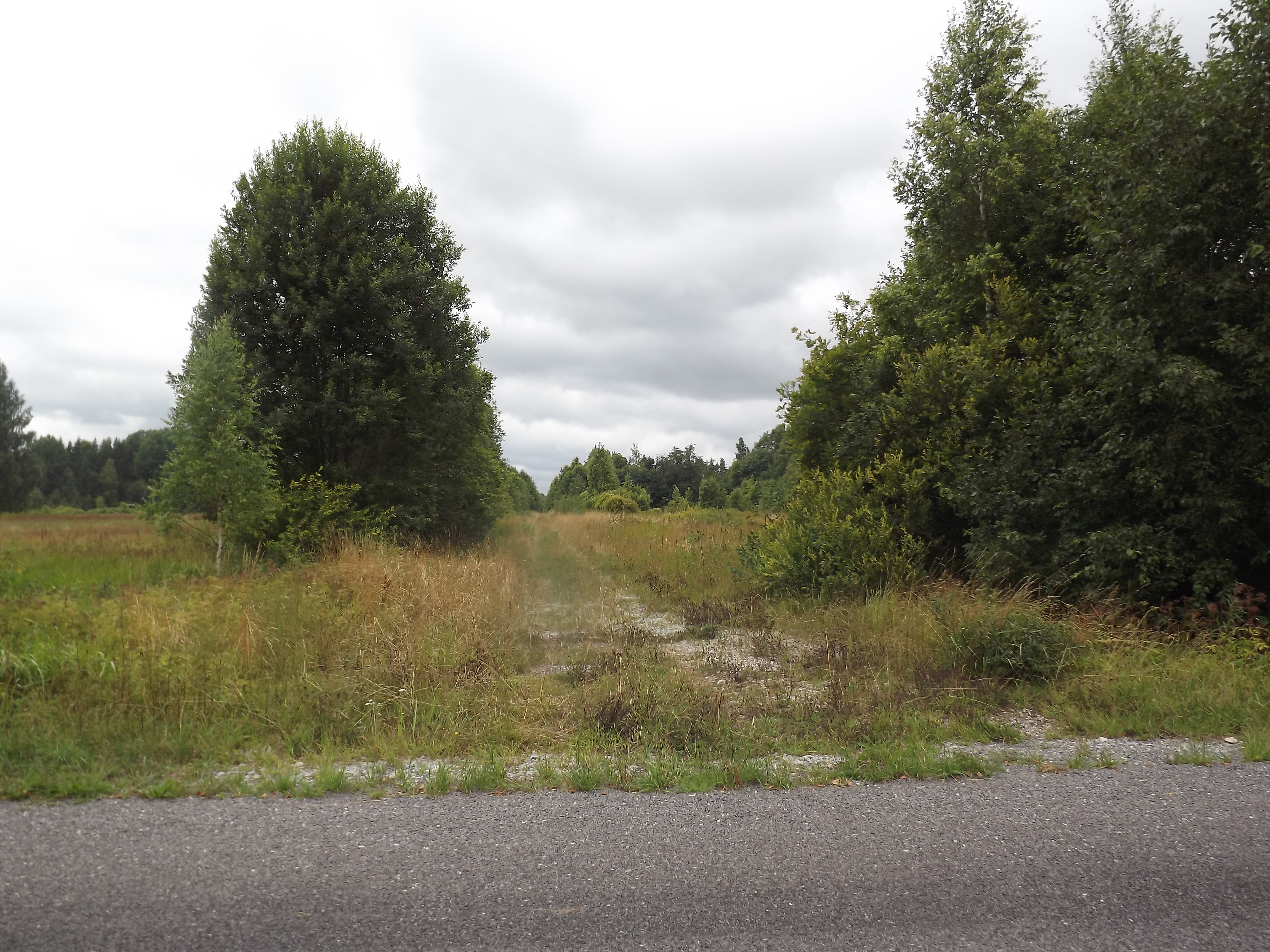
Het tracé van de spoorlijn Pärnu-Mõisaküla bij Tihemetsa